# Incidente ferroviario di Foggia del 1962
L'incidente ferroviario di Foggia fu uno scontro tra una locomotiva elettrica in manovra e un treno passeggeri composto di automotrici avvenuto in prossimità della stazione di Foggia alle ore 3:50 circa del 28 luglio 1962.

## Dinamica dei fatti
Alle ore 3:40 del 28 luglio 1962 il treno accelerato AT 239 partì dalla stazione di Foggia per Potenza; il treno era composto di una coppia di automotrici accoppiate a comando multiplo. Per un errore di instradamento il treno venne instradato sul binario di destra della tratta a doppio binario Foggia-Cervaro andando a scontrarsi frontalmente, a circa 60 km/h, con una locomotiva elettrica in manovra, che procedeva a bassa velocità. L'automotrice di testa si sfasciò penetrando nella cabina di guida del locomotore, a sua volta schiacciata dall'urto, uccidendo sul colpo ambedue i macchinisti. Ambedue le automotrici riportarono gravissimi danni. Del centinaio di passeggeri trasportati 16 riportarono ferite più o meno gravi, una ventina solo contusioni. I Vigili del fuoco di Foggia allertati in breve tempo si adoperarono per estrarre le persone imprigionate tra le lamiere; impiegarono oltre due ore ad estrarre i due ferrovieri feriti dalla cabina dell'automotrice; i soccorritori continuarono a trasportare, man mano, i feriti ai reparti ospedalieri cittadini. 
Sul posto si recarono il Capo compartimento delle ferrovie e varie autorità, tra cui il Procuratore della Repubblica di Foggia. La linea venne ripristinata in un solo binario nel tardo pomeriggio dello stesso giorno.

## I treni coinvolti
- Treno accelerato AT 239 Foggia-Potenza, composto di automotrici, partito da Foggia alle ore 3:40[4].
- Locomotiva elettrica E.626 in manovra.

## L'inchiesta
Il capo compartimento di Bari delle Ferrovie dello Stato istituì una commissione tecnica di indagine.
L'inchiesta giudiziaria venne avviata dalla Procura della Repubblica di Foggia: dopo gli accertamenti sommari da cui si evidenziò l'errore umano alla base dell'incidente fu ordinato l'arresto dei due deviatori in servizio nella cabina di comando della stazione di Foggia.

## Le vittime
Persero la vita i due macchinisti della locomotiva elettrica, Luigi De Carlo di anni 34 e Nunzio Di Lauro di anni 59. Rimasero gravemente feriti il macchinista e il capotreno dell'automotrice e 16 passeggeri, di cui uno solo in prognosi riservata, che vennero ricoverati negli Ospedali Riuniti di Foggia. Altre 20 persone riportarono contusioni e vennero medicate e rilasciate.